# Himne de la Federació Russa
L'Himne de la Federació Russa (rus: Госуда́рственный гимн Росси́йской Федера́ции, romanitzat: Gossudàrstvenni Guimn Rossískoi Federàtsii) és l'himne nacional de Rússia.
És una adaptació de l'Himne de la Unió Soviètica de 1944 amb música composta per Aleksandr Aleksàndrov. La lletra per l'himne de la Federació Russa va ser revisada per Serguei Mikhalkov, el qual va escriure l'himne de l'URSS el 1943 i 1977. La revisió va treure qualsevol referència a les idees de Vladímir Lenin i la "unió irrompible" de la Unió Soviètica, centrant-se en el seu lloc en descriure un país extens i amb grans quantitats de recursos confiats a les generacions futures.
Va ser adoptat pel president Vladímir Putin l'any 2000, reemplaçant l'himne La cançó patriòtica oficial des del 1990.

## Història de l'himne
Abans que es triés Molitva rússkikh ("La pregària dels russos") com a himne nacional de l'Imperi Rus, s'usaven diversos himnes eclesiàstics i marxes militars per honorar el país i el tsar. Molitva Russkij es va adoptar al voltant de 1815 i va emprar la lletra de Vassili Jukovski utilitzada per a la música de l'himne britànic, «God Save the King» (Déu salvi el Rei).
El 1833, li van demanar a Jukovski que escrivís una nova lletra per a una composició musical d'Aleksei Fiódorovitx Lvov anomenada La pregària del poble rus. Va ser ben rebuda per Nicolau I, qui va decidir que la cançó, coneguda popularment com a «Déu salvi el Tsar», fos el següent himne. La cançó tenia similitud amb un himne religiós i el seu estil musical era semblant al d'altres himnes empleats per monarques europeus. «Déu salvi el Tsar» es va utilitzar fins a la Revolució de febrer, quan va ser enderrocada la monarquia russa. La melodia apareix en diverses recopilacions d'himnes de llengua anglesa començant amb les paraules «God the Omnipotent! King who ordainest / Thunder thy clarion, lightning thy throne!» (O variants).
Després de l'abdicació del tsar i la seva família al març de 1917, el Govern Provisional Rus va fer servir com a himne no oficial La Marsellesa dels Treballadors , una modificació de l'himne francès La Marseillaise realitzada per Piotr Lavrov. Escrita el 1875, el seu ús com a himne va tenir una curta vida. Una vegada que el govern provisional va ser substituït pels bolxevics en la Revolució d'octubre de 1917, es va adoptar com el nou himne el de la Internacional Comunista, La Internacional. Eugène Pottier, de nacionalitat francesa, va escriure la lletra d'aquesta cançó i la música va ser composta per Pierre Degeyter, un compositor belga. Traduïda al rus per Arkadi Iàkovlevitx Kots el 1902, La Internacional es va usar com a himne de la Rússia Soviètica des de 1918 i va ser emprada per la Unió de Repúbliques Socialistes Soviètiques (URSS) des de 1922 fins a 1944.

## Música

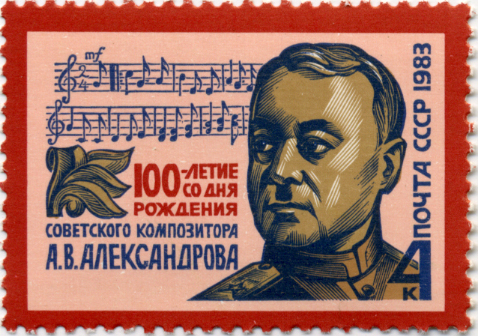
Segell soviètic del 1983 honorant el centenari del naixement d'Aleksandr Aleksàndrov

La música de l'himne nacional, creada per Aleksandr Vassílievitx Aleksàndrov, s'havia fet servir en diversos himnes i composicions abans de la seva ocupació en l'himne rus. La primera vegada que la música es va utilitzar va ser en l'Himne del Partit bolxevic, creat el 1938. Quan es va dissoldre el Komintern el 1943, es va considerar la necessitat de substituir La Internacional, que havia estat associada històricament amb el Komintern, per l'Himne Nacional de la Unió Soviètica. La música d'Aleksàndrov va ser elegida per a tal fi el 1944 pel líder soviètic Ióssif Stalin. Abans que Aleksàndrov creés l'himne bolxevic, ja havia utilitzat peces de la música per a la cançó Jit stalo lutxxe («Viure s'ha tornat millor»).
Durant el debat sobre l'himne l'any 2000, al diari Lenta.ru es va discutir si la música que Aleksàndrov havia creat per a l'himne soviètic era semblant a l'obertura Bilina de Vassili Kalínnikov, composta el 1892. Els partidaris de l'himne soviètic van usar aquesta consideració en els diferents debats que van tenir lloc a la Duma sobre el canvi d'himne. No hi ha proves que Aleksàndrov adoptés o fes servir parts d'aquesta obertura de manera deliberada en la seva obra.

## Lletra

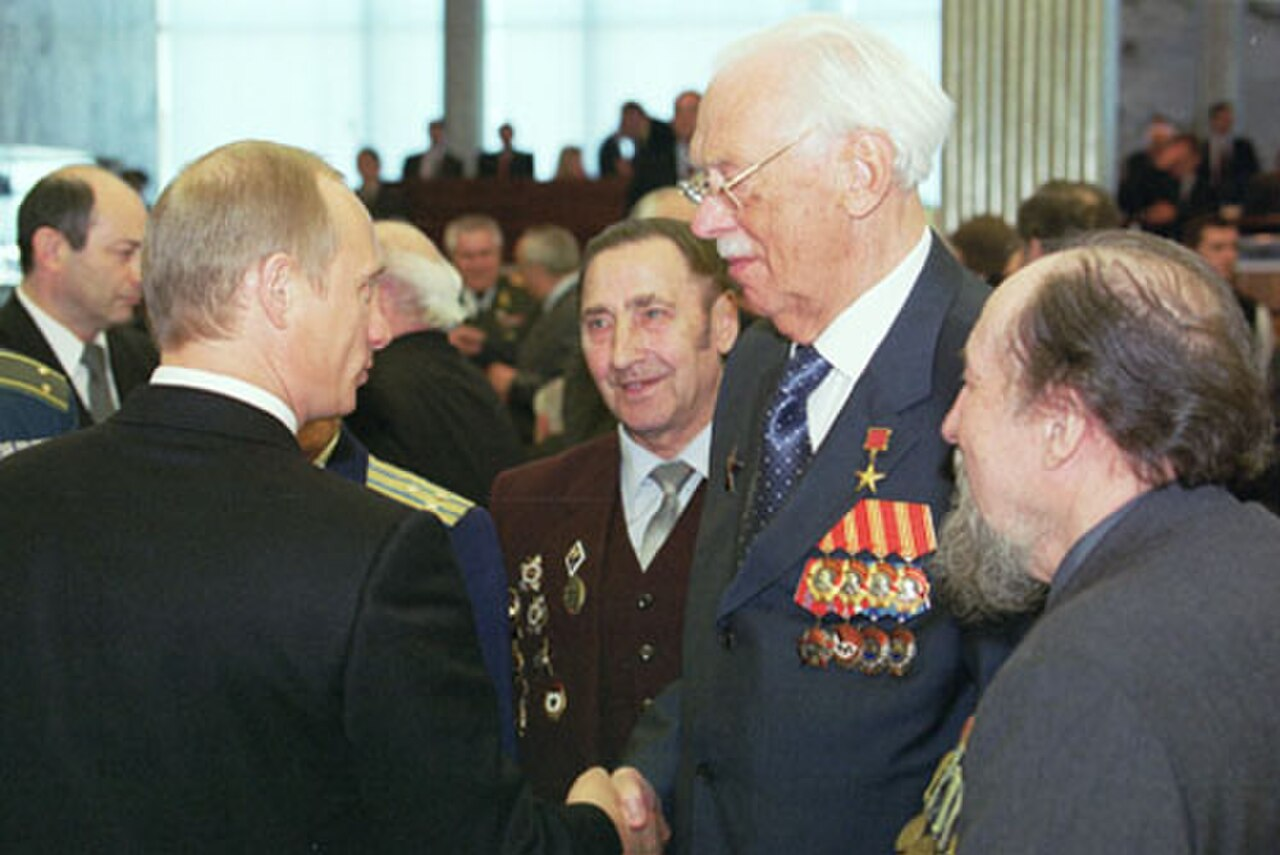
El compositor de la lletra Serguei Mikhalkov el 2002 en una trobada amb el President Putin

El 1943, Mikhalkov i Gabriel El-Reguistan van completar la tasca d'escriure la lletra que un any més tard va aprovar Ióssif Stalin. Es manté que el mateix Stalin va modificar parts de la lletra abans d'adoptar l'himne. Després de la mort de Stalin el 1953, la lletra composta de Mikhalkov i G. El-Registan va ser descartada durant el procés de desestalinització dut a terme pel govern i l'himne va seguir usant-se, però sense la lletra oficial. Mikhalkov va escriure una nova versió de la lletra el 1970, però no es va presentar a la Presidència del Soviet Suprem fins al 27 de maig de 1977. La nova lletra, que substitueix qualsevol menció a Stalin, es va aprovar l'1 de setembre i va ser declarada oficial amb l'edició de la nova Constitució de la Unió Soviètica a l'octubre de 1977. Aquesta lletra es va usar fins a 1991, quan la Unió Soviètica es va disgregar en quinze Estats-nacions.
Des de 1991 fins a 2000, es van enviar més de 6.000 propostes amb diferents versions de la lletra a una comissió encarregada de seleccionar l'himne nacional. Encara que la majoria de les versions feien servir la música de Mikhaïl Glinka, algunes feien servir la versió de Aleksàndrov i altres melodies. El 2000, el Kremlin i el president Putin van decidir que la música de Aleksàndrov era la preferida, després van escollir la lletra de Mikhalkov d'entre totes les propostes i treballar juntament amb Mikhalkov reescrivint part de la lletra fins que es va arribar a la versió final. Abans de la seva adopció, el Kremlin va publicar una secció de l'himne, que feia referència a la bandera i escut:
Les seves poderoses ales es despleguen sobre nosaltres
L'àguila russa sobrevola alt
El símbol tricolor de la mare pàtria
Portarà el poble rus a la victòria
Quan s'estaven realitzant els canvis finals a la lletra el desembre de 2000, aquesta secció no es va incloure. La nova lletra se centra en la pàtria russa, espaiosa i gran, confiada a totes les generacions futures per Déu. Això va suposar un canvi radical respecte a la lletra de l'himne soviètic, que lloava a Lenin, el comunisme i prometia que la «unió de noves i lliures repúbliques» romandrien unides per sempre.

## Himne actual i la seva adopció
Després de l'any 2000, hi va haver intents de refinar La cançó patriòtica , l'himne rus adoptat el 1991 pel president d'aleshores Borís Ieltsin després de la caiguda de la Unió Soviètica. El principal problema amb l'himne, la música va ser composta per Mikhaïl Glinka, era que no tenia lletra i no podia cantar durant els diferents esdeveniments i cerimònies, a més la majoria dels russos la trobaven «complicada, poc original i difícil de recordar ». Hi va haver diversos intents per compondre lletres per a l'himne, incloent la composició de 1990 de Víktor Ràduguin Sigues gloriosa, Rússia! (Славься, Россия! [Slàvsia, Rossia!]), però cap va ser adoptada per Ieltsin.
El debat sobre l'himne començava a cobrar impuls a l'octubre de 2000 quan Vladímir Putin, el successor de Ieltsin, va comentar que els atletes russos s'havien queixat que no tenien paraules per cantar durant les cerimònies de lliurament de medalles en els Jocs Olímpics d'Estiu de 2000. L'emissora CNN també va manifestar que els jugadors del club de futbol Spartak de Moscou es queixaven que l'himne sense paraules «afectava la seva moral i actuació». Es van considerar diverses opcions, però una enquesta pública va mostrar que la música de Aleksàndrov, familiar a la majoria de russos, comptava amb el 49 per cent de suport.
Putin va pressionar perquè l'anterior himne soviètic fos seleccionat com el nou himne rus, però va insistir que s'escrigués una nova lletra. La Duma va votar el 8 de desembre per adoptar l'ús de la música de l'himne soviètic compost per Aleksàndrov per al nou himne, obtenint el següent resultat: 381 vots a favor, 51 vots en contra i una abstenció. També aquest mateix dia es va decidir sobre l'adopció de l'escut i la bandera russes. En triar l'himne, el parlament rus només va aprovar la música, i va concedir al President el dret d'aprovar-ne la lletra. Andrei Popov, assessor presidencial de política interior i integrant del grup de treball, va assenyalar que «el text del decret que aprovarà l'himne amb la lletra de Mikhalkov ha estat preparat per Putin per a ser signat a principis d'aquesta setmana (primer de gener de 2001). Ratificat pel president Putin el 20 de desembre, el nou himne es va emprar de manera oficial per primera vegada durant una cerimònia en el Gran Palau del Kremlin a Moscou.

### Controvèrsies

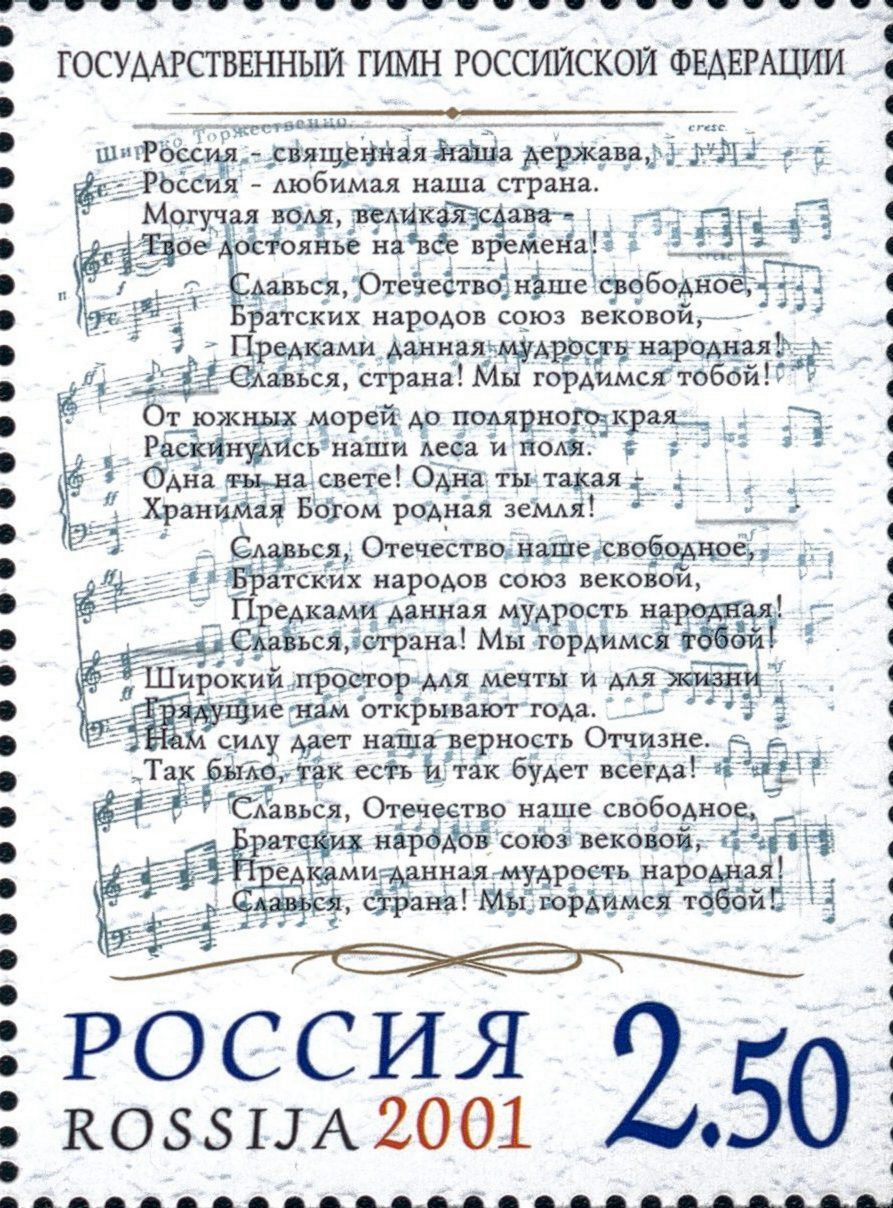
Un segell rús del 2001 amb la lletra del nou himne

No tothom va estar d'acord amb el canvi d'himne. Ieltsin, el predecessor de Putin, també va estar entre els que s'oposaven a la restauració de la música de l'himne soviètic com a himne nacional rus, sent la segona crítica que va fer públicament (la primera va ser l'estiu de 2000 després de l'enfonsament del submarí atòmic Kursk) cap a l'home que va promoure com a successor. Sobre això va dir que «el president d'un país no ha de seguir cegament l'opinió del seu poble. Al contrari, ha d'influir de forma activa en ella ». El partit polític liberal Iàbloko va mantenir que la readopció de l'himne soviètic «augmenta la divisió entre la societat russa ».
Aquells que s'oposaven a la música d'Aleksàndrov van intentar no només mantenir la Cançó Patriòtica sinó també que la Duma votés la marxa militar tsarista, L'adéu de Slavianka. Un dels dissidents més famosos va ser l'escriptor Vladímir Voinóvitx, que fins i tot va escriure una paròdia de l'himne com a proposta per al nou himne, mostrant el desacord de l'escriptor amb el continu canvi dels símbols de l'Estat. Serguei Iuixenkov, membre de la Duma, fins i tot va suggerir que la seva proposta hauria de ser considerada i votada pels membres del Parlament rus, però es va denegar la seva sol·licitud. Com que l'himne rus té la mateixa melodia del que una vegada va ser l'himne soviètic des de 1944, hi ha hagut controvèrsies i fins i tot hi ha qui juren no posar-se dret durant la seva interpretació.
Tanmateix, el Partit Comunista rus va mostrar el seu ferm suport a aquesta decisió, de fet el diputat comunista Anatoli Lukiánov va afirmar que «el fet d'adoptar la música de l'himne de la Unió Soviètica com a emblema de la Federació Russa no pot ser vista de cap manera com comprometedora de la condició de l'Estat rus o un insult a la nostra democràcia ». També va rebre el suport del patriarcat de Moscou de l'Església ortodoxa russa. 
Altres tenen opinions neutrals .

## Aspectes legals
Amb el Decret sobre l'Himne de l'Estat de la Federació Russa (rus:  О Государственном гимне Российской Федерации) s'estableix l'Himne de l'Estat de la Federació de Rússia, la seva descripció i l'ordre d'ús oficial. El disc inclou també un annex en què es mostra la partitura de l'himne, així com versions per a orquestra simfònica i banda de música.
Encara que és opcional interpretar l'himne utilitzant només la música, només paraules o una combinació d'ambdues, s'ha d'usar la lletra oficial i la música segons disposa la llei. Una vegada que es grava una interpretació, es pot utilitzar per a qualsevol finalitat, com ara la retransmissió per la televisió o la ràdio. A més, pot interpretar durant ocasions solemnes o amb motiu d'una festa o celebració, però cal la seva interpretació durant el jurament del nou president de Rússia, l'inici i fi de sessió de la Duma i el Consell de la Federació i cerimònies oficials d'Estat. L'himne també es reprodueix a la televisió i la ràdio abans del començament i al tancament de la programació o si aquesta és contínua es reprodueix a les 12 del migdia i a les 6 del matí; així com en esdeveniments esportius tant a Rússia com a l'estranger sempre d'acord amb el protocol del l'organització que allotja els partits. Quan l'himne s'interpreta, tothom han de treure's qualsevol cosa que cobreixi el cap i han de mirar a la bandera russa si està present. Els que portin uniforme han de donar una salutació militar mentre sona l'himne.
D'acord amb l'article 8 de la llei russa sobre drets d'autor, els símbols estatals no estan protegits per drets d'autor. Per tant, l'himne i la lletra poden utilitzar i modificar lliurement. Encara que si bé el Decret sobre l'Himne Rus suggereix acceptar la responsabilitat corresponent a l'interpretar l'himne en una forma que pugui resultar ofensiva i irrespectuosa, encara no s'han realitzat disposicions en altres lleis que podrien definir aquests actes i establir una sanció.
En una ocasió, Putin va retreure a la selecció de futbol nacional l'estiu de 2004 sobre el comportament mostrat durant la reproducció de l'himne. Abans de començar els partits classificatoris de la Eurocopa 2004, l'equip va aparèixer davant la càmera mastegant xiclet mentre sonava l'himne rus. Putin, fent servir com a intermediari a Leonid Tiagatxov, el president del Comitè Olímpic Rus, va instar a l'equip que deixessin de mastegar xiclet i cantessin l'himne de la seva pàtria.

## Lletra oficial
| El nou himne rus (vocal)                                                                             |
| |
| |
| |
| Jit Stalo lutxtxe (1936)                                                                             |
| |
| Gravació vocal de «Jit Stalo lutxtxe», pel Cor de l'Exèrcit Roig, dirigit per Aleksandr Aleksàndrov. |
| |

| Original en rus | Transliteració | Traducció literal en català |
| --- | --- | --- |
| Россия - священная наша держава, Россия - любимая наша страна. Могучая воля, великая слава - Твоё достоянье на все времена! Припев: Славься, Отечество наше свободное, Братских народов союз вековой, Предками данная мудрость народная! Славься, страна! Мы гордимся тобой! От южных морей до полярного края Раскинулись наши леса и поля. Одна ты на свете! Одна ты такая - Хранимая Богом родная земля! Припев Широкий простор для мечты и для жизни Грядущие нам открывают года. Нам силу даёт наша верность Отчизне. Так было, так есть и так будет всегда! Припев | Rossia - sviasxénnaia naixa derjava, Rossia - liubímaia naixa stranà. Mogútxaia vólia, velíkaia slava - Tvoió dostoiànie na vse vremenà! Pripev: Slàvsia, otétxestvo naixe svobódnoie, Bràtskikh naródov soiuz vekovoi, Prédkami dànnaia múdrost naródnaia! Slàvsia, stranà! Mi gordímsia toboi! Ot iújnikh morei do poliàrnogo kràia Raskínulis naixi lessà i polià. Odnà ti na svete! Odnà ti takàia - Khranímaia Bógom rodnàia zemlià! Pripev Xiroki prostor dlia metxtí i dlia jizni. Griadúsxie nam otkrivàiut godà. Nam silu daiot naixa vérnost Ottxizne. Tak bilo, tak iest i tak búdet vsegdà! Pripev | Rússia, la nostra pàtria sagrada, Rússia, el nostre estimat país. Una poderosa voluntat, una gran glòria - Són la teva herència per tota l'eternitat! Tornada: Sigues gloriosa, la nostra pàtria lliure, La unió secular de pobles germans, La saviesa popular donada pels nostres avantpassats! Sigues gloriós, país! Estem orgullosos de tu! Des dels mars del sud fins a la regió polar, S'estenen els nostres boscos i camps. Ets una al món! Ets única - Terra natal guardada per Déu. Tornada Un vast espai per somiar i viure, Ens obren els anys futurs. Ens dona força la lleialtat a la Pàtria. Així va ser, així és i així serà sempre! Tornada |